# Bruxas, Heróis e Males d'Amor
Bruxas, Heróis e Males d'Amor é o primeiro álbum de estúdio do grupo a cappella português Vozes da Rádio, lançado em Outubro de 1995. É também o único álbum gravado em formato sexteto pelo grupo vocal já que em 1996 passou a quinteto.
O álbum, considerado pelo jornal diário  O Público como um dos dez melhores do ano de 1995, é composto por doze temas, sendo dez deles originais. Estes originais foram escritos na sua maioria pelos elementos do grupo, mas há contribuições de amigos como Manel Cruz (letra de "Quanto ao Lembrar"), Alexandre Reis (música para o poema de Reinaldo Ferreira "Ternura"), Regina Guimarães (letra de "Negro Romance") e ainda Jorge Constante Pereira (música para o poema de Pedro Homem de Melo "Doiro"). Uma das duas versões deste trabalho é o tema de Zeca Afonso "Índios da Meia Praia", que fez parte da colectânea de homenagem ao cantautor português Filhos da Madrugada, lançada em Abril de 1994 e que revelou as Vozes da Rádio ao grande público. O disco conta ainda com a participação pontual dos músicos Andrés Pancho Terabbia e Quiné nas percussões ("Quanto ao Lembrar" e "Doiro"), Carlos Mendes na guitarra ("Viagem (Carrocel)"), Mário Barreiros na bateria e Mário Santos no saxofone ("Negro Romance").
A capa bem como todo o design do booklet é da autoria de Pedro Almeida (Dizaine Design). Também o logo VdR que aparece no disco é da sua autoria. A fotografia constante no booklet não se encontra creditada por vontade do seu autor que ficou insatisfeito com o resultado final.

## O início
O grupo vocal que iniciou a sua actividade em 1991, tinha já participado no trabalho discográfico de Luís Portugal "Coisas Simples" quando enviou uma maquete do tema "Índios da Meia Praia" para a BMG, respondendo assim a um anúncio do Jornal Sete onde se pediam versões de novos grupos para temas de Zeca Afonso. A versão das Vozes da Rádio foi escolhida e em Novembro de 1993 o sexteto gravou a versão que consta no álbum "Filhos da Madrugada" com produção de João Gil e Manuel Faria. O lançamento do disco em Abril de 1994 trouxe às Vozes da Rádio grande reconhecimento público e a versão foi considerada por muitos como a mais surpreendente do disco. Fruto do sucesso desta versão a BMG convidou as Vozes da Rádio a fazerem parte do seu catálogo, tendo o grupo assinado por esta editora. O contrato previa a gravação de três trabalhos. O sexteto sempre defendeu que o seu trabalho vocal deveria basear-se em temas originais ainda que a opinião da editora fosse no sentido contrário. O lançamento de um álbum com versões a cappella por parte de um outro grupo no final de 1994 determinou o caminho que as Vozes pretendiam e assim começaram a trabalhar em Bruxas, Heróis e Males d'Amor. O sexteto escolheu José Nogueira para produtor já que este saxofonista tinha experiência na área do pop-rock (Jáfu'mega) e no jazz (António Pinho Vargas), dois estilos que as Vozes queriam explorar.   

## Gravação
O disco foi gravado numa moradia situada na Granja, junto a Espinho. O estúdio móvel "Casbah" foi montado em duas divisões: a régie ficou numa sala e um dos quartos foi transformado em seis pequenas cabines de gravação. Grande parte do disco foi gravado com as Vozes da Rádio a cantarem simultaneamente. Entre Maio e Junho de 1995 as Vozes da Rádio gravaram os doze temas tendo sido captadas por José Nogueira, Mário Barreiros e Filipe Gonçalves. Em Julho de 1995 as misturas foram feitas no estúdio "Porto da Música" também por Mário Barreiros, José Nogueira e Filipe Gonçalves. Neste estúdio ainda foram feitas algumas gravações adicionais. A masterização foi feita por Tony Cousins no Metropolis Studios de Londres.
As sessões de estúdio decorreram essencialmente à noite. Sendo este um processo completamente novo para produtores e grupo, foram feitas algumas experiências para encontrar a melhor maneira de gravar o sexteto: gravação com todos a cantarem simultaneamente, gravação individual, dobragem dos coros, gravação em espaços diferentes ou ainda a gravação com diferentes microfones.  

## Composição e estilo
O disco, como de resto toda a discografia das Vozes da Rádio, revela uma heterogeneidade grande. Do humor a harmonias mais densas, de canções simples a arranjos complexos, tudo se encontra neste primeiro disco. Há claramente dois estilos bem distintos: de um lado as canções de Mário Alves com humor, textos cheios de trocadilhos e trapezismo vocal e do outro as outras canções mais sérias, ora baseadas em poemas (como os de Reinaldo Ferreira e Pedro Homem de Mello), ora com harmonias mais complexas (como As Voltas do Vira ou índios da Meia Praia). Neste disco é possível ouvir umas das primeiras letras escritas por Manel Cruz (Quanto ao Lembrar), Regina Guimarães (Negro Romance) e ainda uma canção escrita e arranjada por Jorge Constante Pereira (Doiro). "Ternura" é também um tema escrito por um elemento externo às Vozes (Alexandre Reis). O tema "Lagartixa do Mal" é o único tema das Vozes que tem 3 autores do grupo: Mário Alves, Jorge Prendas e Nuno Aragão. Tendo inicialmente sido escrito por J. Prendas (música) e M. Alves (letra), foi sendo alterado nos ensaios dada a sua complexidade harmónica e formal. Assim foi sendo simplificado, criou-se um refrão e um loop rítmico vocal  Foi também o primeiro tema cantado por Rui Vilhena que gravou também o baixo. No tema "Ternura" a guitarra acústica é tocada por Rui Vilhena.

## Lançamento e recepção
O lançamento deu-se em Outubro de 1995, com a apresentação do single Di Você. As Vozes da Rádio passaram por vários programas televisivos e radiofónicos e o seu disco teve destaque em jornais como O Público. O disco foi extremamente bem acolhido quer pela crítica, quer pelo público que já seguia de perto o trabalho do sexteto. O disco, ainda que esgotado desde os anos 90 em Portugal, está disponível num site especializado em música a cappella.

## Curiosidades
- O single Di Você esteve para ser uma faixa escondida dada a diferença de registo entre este tema e os demais. Acabou por ser o escolhido para lançamento do disco e teve direito a videoclipe produzido pela Douro, com realização de Rui Fazenda.

- Vários temas que foram compostos nesta altura mas não entraram neste trabalho, acabaram por ser editados mais de 20 anos depois nos cd's  "Canções do Homem Comum volumes I e II"[4].

- Manel Cruz produziu mais textos para as Vozes da Rádio neste período que nunca foram cantados.

- No tema Doiro o baixo foi dobrado por um teclado pois para as Vozes da Rádio faltava algum corpo à gravação vocal. Este mesmo tema abriu muitos dos concertos das Vozes da Rádio até ao lançamento do segundo trabalho Mappa do Coração.
- O texto russo de Super-Óme faz parte de "As Bodas" de Igor Stravinksy.

## Faixas
| N.º            | Título                 | Compositor(es)                                            | voz principal  | Duração |  |
| 1.             | "Margarida"            | M. Alves arr. vocal M. Alves                              | Mário Alves    | 2:58    |  |
| 2.             | "Quanto ao Lembrar"    | N. Aragão, M. Cruz arr. vocal N. Aragão                   | Nuno Aragão    | 3:53    |  |
| 3.             | "Ternura"              | A. Reis, R. Ferreira arr. vocal M. Alves                  | Mário Alves    | 3:07    |  |
| 4.             | "Super-Óme"            | M. Alves arr. vocal M. Alves                              | Mário Alves    | 3:30    |  |
| 5.             | "Índios da Meia Praia" | J. Afonso arr. vocal N. Aragão                            | Nuno Aragão    | 3:40    |  |
| 6.             | "Viagem (Carrocel)"    | M. Alves arr. vocal M. Alves                              | Mário Alves    | 3:47    |  |
| 7.             | "Negro Romance"        | N. Aragão, R. Guimarães arr. vocal N. Aragão              | Nuno Aragão    | 3:52    |  |
| 8.             | "As Voltas do Vira"    | Tradicional arr. vocal J. Prendas                         | Mário Alves    | 2:39    |  |
| 9.             | "Doiro"                | J. C. Pereira, P. H. Mello arr. vocal J. C. Pereira       | Nuno Aragão    | 2:53    |  |
| 10.            | "Lagartixa do Mal"     | J. Prendas, M. Alves, N. Aragão arr. vocal Vozes da Rádio | Rui Vilhena    | 4:31    |  |
| 11.            | "Valsinha do Adeus"    | N. Aragão arr. vocal N. Aragão                            | Vozes da Rádio | 0:57    |  |
| 12.            | "Di Você"              | M. Alves, arr. vocal M. Alves                             | Mário Alves    | 3:05    |  |
| Duração total: | Duração total:         | Duração total:                                            | Duração total: | 39:38   |  |

## Membros
Banda
- Mário Alves
- Jorge Prendas
- Rui Vilhena
- António Miguel
- Ricardo Fráguas
- Nuno Aragão

Músicos convidados e equipe técnica
- Mário Barreiros - bateria, gravação e mistura
- Mário Santos - saxofone
- Carlos Mendes - guitarra eléctrica
- Andrés 'Pancho' Terabbia - percussões
- Quiné - percussões
- Filipe Gonçalves - gravação e mistura
- José Nogueira - produção
- Pedro Almeida - design